# Libyen i olympiska sommarspelen 1980
Libyen deltog med 29 deltagare vid de olympiska sommarspelen 1980 i Moskva. Ingen av landets deltagare erövrade någon medalj.

## Cykling
Herrarnas linjelopp
- El-Munsif Ben Youssef
- Ali Hamid El-Aila
- Mohamed Ganfud
- Nuri Kaheil

Herrarnas lagtempolopp
- Ali Hamid El-Aila
- Mohamed El-Kamaa
- Nuri Kaheil
- Khalid Shebani

Herrarnas sprint
- Fawzi Abdussalam

Herrarnas tempolopp
- Khalid Shebani

## Friidrott
Herrarnas 200 meter
- Ahmed Sallouma
  - Heat — 22,88 (→ gick inte vidare)

Herrarnas 800 meter
- Salem El-Margini
  - Heat — 1:50,0 (→ gick inte vidare)

Herrarnas 1 500 meter
- Marzouk Mabrouk
  - Heat — 3:54,3 (→ gick inte vidare)

Herrarnas maraton
- Esa Shetewi
  - Final — 2:38:01 (→ 44:e plats)

- Enemri el-Marghani
  - Final — 2:42:27 (→ 49:e plats)

Herrarnas 4 x 400 meter stafett
- Abashir Fellah, Salem el-Margini, Ahmed Seluma och Elmehdi Diab
  - Heat — 3:16,7 (→ gick inte vidare)